# جبهة الشعب (إقليم كردستان)
جبهة الشعب (بالكردية: بەرەی گەل)‏ هو حزب سياسي في إقليم كردستان العراق تأسس على يد الرئيس المشارك السابق للاتحاد الوطني الكردستاني، لاهور طالباني.
حصل الحزب على ترخيصه من وزارة الداخلية بتاريخ 17 يناير 2024. وفي مؤتمره التأسيسي الذي عقد في أربيل في 14 آذار 2024، شارك نحو 160 عضواً، وانتخبوا مجلساً قيادياً من 13 شخصاً. يرى الحزب أن خدمة الشعب الكردي وحرية الرأي والحقوق المدنية" هي قيمه الأساسية، فضلاً عن المساواة والديمقراطية.
في انتخابات برلمان إقليم كردستان 2024، يرأس لاهور طالباني قائمة الحزب في محافظة السليمانية. وبالمجمل فإن قائمة الحزب تضم 115 مرشحاً، منهم 56 في السليمانية، و40 في أربيل، و17 في دهوك، و2 في حلبجة. في المجموع، يتنافس 115 مرشحًا على الجبهة الشعبية.
ويترشح عن الجبهة الشعبية أيضاً عدنان عثمان، عضو البرلمان السابق عن حركة كوران، والدكتور توانا محمد نجم طالباني.